# Árni Magnússon
Árni Magnússon (også kendt som Arne Magnussen, født 13. november 1663, død 7. januar 1730) var en islandsk lærd.
Árni Magnússon var professor ved Københavns Universitet og samlede og dokumenterede islandske middelalder-håndskrifter (den Arnamagnæanske Samling).

## Liv og gerning
Magnússon var af en gammel slægt: han nedstammer fra Snorre Sturluson. Hans morfader var den som sagaafskriver bekendte præst Ketill Jörundarson (død 1670); hos ham opfostredes Magnússon og efter hans død hos hans søn Páll. Efter i 3 år at have gået i Skálholt Skole dimitteredes han i 1683 og rejste straks til København, hvor han to år efter tog teologisk attestats. Allerede dengang var han kendt som kyndig i antikviteter. I 1684 blev han amanuensis hos Thomas Bartholin den yngre, til hvem han var nøje knyttet til dennes død i 1690, for ham afskrev han en mængde gamle dokumenter, der findes i de såkaldte Tomi Bartholiniani på universitetsbiblioteket.

### Ophold på Island og i Tyskland
I 1685 rejste Magnússon til Island, også for at samle håndskrifter. Dette har sikkert været afgørende for hele hans liv.
1694-96 opholdt han sig i Tyskland, særlig i Sachsen, for at studere de derværende biblioteker og blev i 1694 udnævnt til professor uden gage. I 1697 blev han sekretær ved Gehejmearkivet, i 1701 professor i filosofi og danske Antikviteter, i 1721 tillige i historie og geografi, men som professor bestilte han så godt som intet.
I 1699 udkom Kort og sandfærdig Beretning om den vidtudraabte Besættelse udi Thisted om en hekseproces i Danmark kort før århundredeskiftet.

### Håndskriftsamler
I årene 1702-12 opholdt han sig efter kongelig befaling på Island for at berejse landet og sammen med P. Vidalin blandt andet at udarbejde en jordebog for hele Landet. Det vigtige jordebogshåndskrifter, der indeholder en uudtømmelig fylde af statistisk-topografiske oplysninger af enhver art, opbevares i Rigsarkivet. En udgivelse deraf blev begyndt ved det islandske litteraturselskab. Vinteren 1705-06 og atter 1708-09 opholdt Magnússon sig i København; han giftede sig her med en rig enke, Mette Fischer, hvilket havde stor betydning for hans økonomiske Uafhængighed. Allerede før sit Islandsophold besad Magnússon et stort bibliotek, og i de nævnte 10 år på Island havde han den bedste lejlighed til at samle islandske håndskrifter af enhver art — heri ligger hans betydning for alle tider. Med en aldeles enestående sans for betydningen af alle de gamle litterære mindesmærker, de være nok så små og tilsyneladende ubetydelige, med en udviklet sporsans og aldrig trættet omhu lykkedes det ham at redde omtrent alt, hvad der endnu fandtes af islandske skindbøger og andre skrevne mindesmærker eller i hvert fald at anskaffe sig pålidelige afskrifter deraf. Også oldbreve og dokumenter i original eller afskrift, overhovedet alt var ham lige betydningsfuldt og helligt. Trykte bøger samlede han allevegne, især de sjældnere. Fra Danmark og Norge erhvervede han sig ligeledes både ved gaver og køb en mængde til dels meget værdifulde håndskrifter.

### Håndskriftlæser
Han besad en forbavsende kritisk evne, og han var langt forud for sin tid i vurdering af håndskrifternes værdi og kendskab til deres sprog og ortografi, og han var en udmærket håndskriftlæser. Selv skrev han meget lidt.

### Københavns brand i 1728
Da branden rasede i København i 1728, gik det også ud over Magnússon. Heldigvis var det, som i den nyeste tid eftervist, kun meget få af hans håndskrifter, der gik tabt. Derimod brændte en del dokumenter og det meste af hans trykte bøger. Han tog sig dette tab overordentlig nær og søgte at erstatte det tabte, især brevene, ved at skaffe sig nye afskrifter, men han døde godt og vel et år efter.

### Den Arnamagnæanske Samling
Forinden sin død havde han taget en bestemmelse om, at alt, hvad han ejede, skulde tilfalde Universitetet, først og fremmest hans håndskrifter — det er den berømte Arnamagnæanske Samling; den tæller med enkelte senere tilkomne forøgelser i alt over 2.850 numre foruden diplomer vedrørende Danmark, Norge og Island i originaler og afskrifter, i alt godt og vel 15.000.
Sin formue bestemte Magnússon skulle blive et til universitetet knyttet legat, bestyret af særlige eforer (senere "Den Arnamagnæanske Kommission" bestående af 5 medlemmer, stiftet 24. september 1772). Renterne skulle anvendes dels til afskrivning og udgivelse af samlingens håndskrifter med fornødne oplysninger og så videre, dels til stipendier (på 400 og 600 kr.) til to islandske studenter, der skulle arbejde for legatet og dets formål. Fundatsen fik kgl. stadfæstelse den 18. januar 1760. Den 16. juni 1890 blev den ændring foretaget, at der af de to stipendiepladser på livstid dannedes et arnamagnæansk stipendium på 1000 Kr., der tildeles til islandske studerende og videnskabsmænd på to år ad gangen. Kapitalen var ved 1. verdenskrig omtrent 64.000 kr. Legatets udgivervirksomhed har været meget betydelig og vedvarende. Over håndskriftsamlingen haves nu en trykt, nøjagtig katalog.
Det skal tilføjes, at professor Konráð Gíslason testamentarisk skænkede sin formue, omtrent 20.000 kr. til legatet.

## Andet
Personen "Arnas Arnæus" i Nobelprismodtageren Halldór Kiljan Laxness' roman Íslandsklukkan – dansk 1946 Islands Klokke – er baseret på Árni Magnússon.